# Dicliptera xipotensis
Dicliptera xipotensis là một loài thực vật có hoa trong họ Ô rô. Loài này được Roem. & Schult. mô tả khoa học đầu tiên năm 1822.